# Spatule rosée
Platalea ajaja
Espèce
Statut de conservation UICN

 LC  : Préoccupation mineure
La spatule rosée (Platalea ajaja parfois classée dans le genre monotypique Ajaja) est une espèce d'oiseaux échassiers aquatiques de la famille des Threskiornithidae. 

## Répartition
Elle se reproduit surtout en Amérique du Sud, dans les Antilles et sur les côtes du golfe du Mexique aux États-Unis.

## Nidification
Elle niche dans les arbres de la mangrove où elle a des couvées de 2 à 5 œufs.

## Description
Cette espèce est très facilement reconnaissable. Elle mesure 80 centimètres de haut avec une envergure de 1,2 mètre. C'est un échassier aux longues pattes, au long cou avec un long bec en forme de spatule. Les adultes ont une tête grise à vert pâle dénudée, le cou, la poitrine et le dos sont blancs, le reste du plumage étant d'un rose foncé. Le bec est plat et gris.
Les deux sexes sont semblables mais les jeunes ont les plumes de la tête blanches et le rose du plumage est beaucoup plus clair. Le bec est jaunâtre ou rosâtre. À la différence des hérons, ils volent avec le cou en extension. En 2006, on a retrouvé un oiseau bagué vieux de 16 ans, c'est le plus vieil oiseau de l'espèce connu.

## Alimentation
L'espèce se nourrit dans les eaux peu profondes de poissons, de grenouilles et d'autres animaux aquatiques. Il se nourrit en marchant dans l'eau, souvent en groupes, et en faisant aller son bec dans l'eau, de gauche à droite et vice-versa. Cette technique lui permet de trouver sa nourriture dans l'eau sombre et vaseuse (à force d'y piétiner..) grâce à son bec qui est en effet tactile. Avec ce stratagème, la spatule rosé traque des petits poissons, des amphibiens ou de gros insectes aquatiques qui constituent l'essentiel de son alimentation.

## Galerie

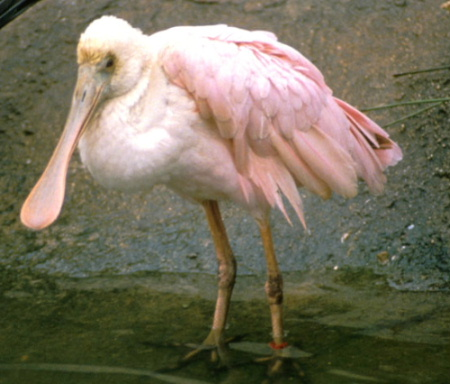
Jeune.
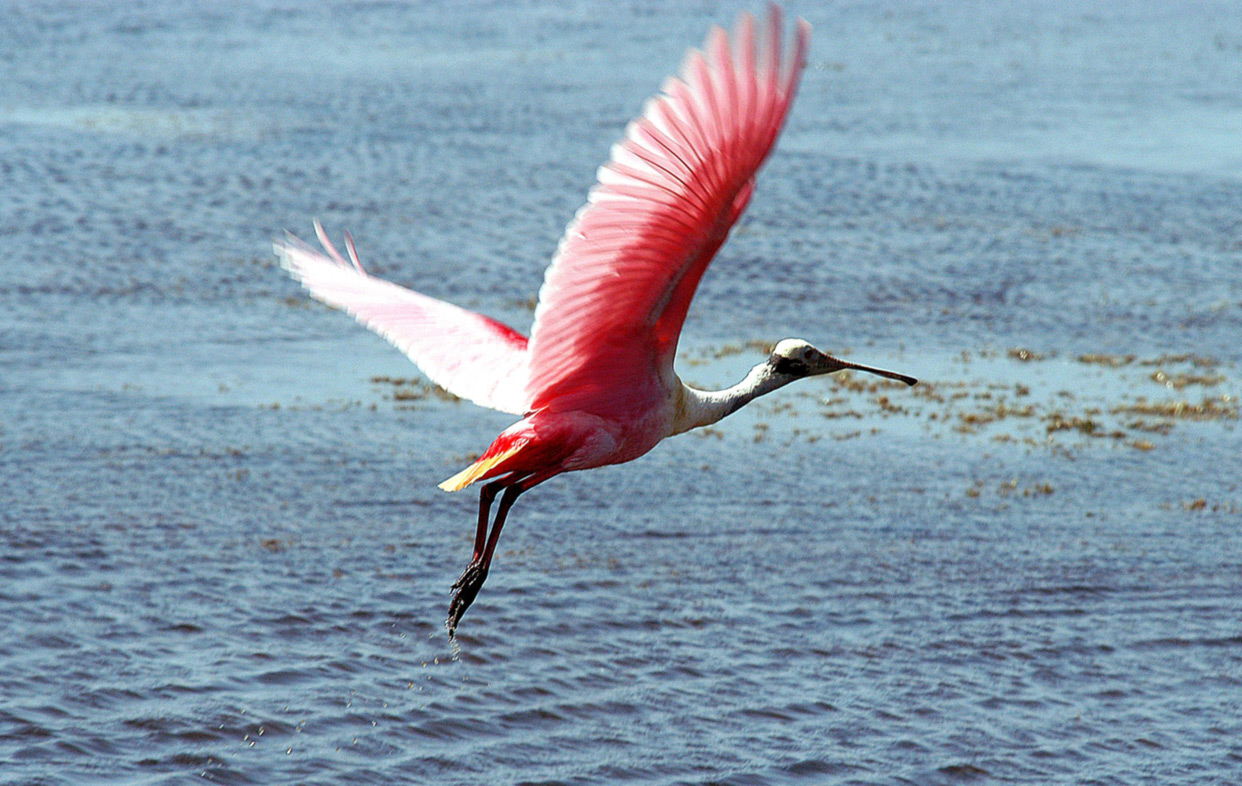
Une spatule rosée prenant son envol
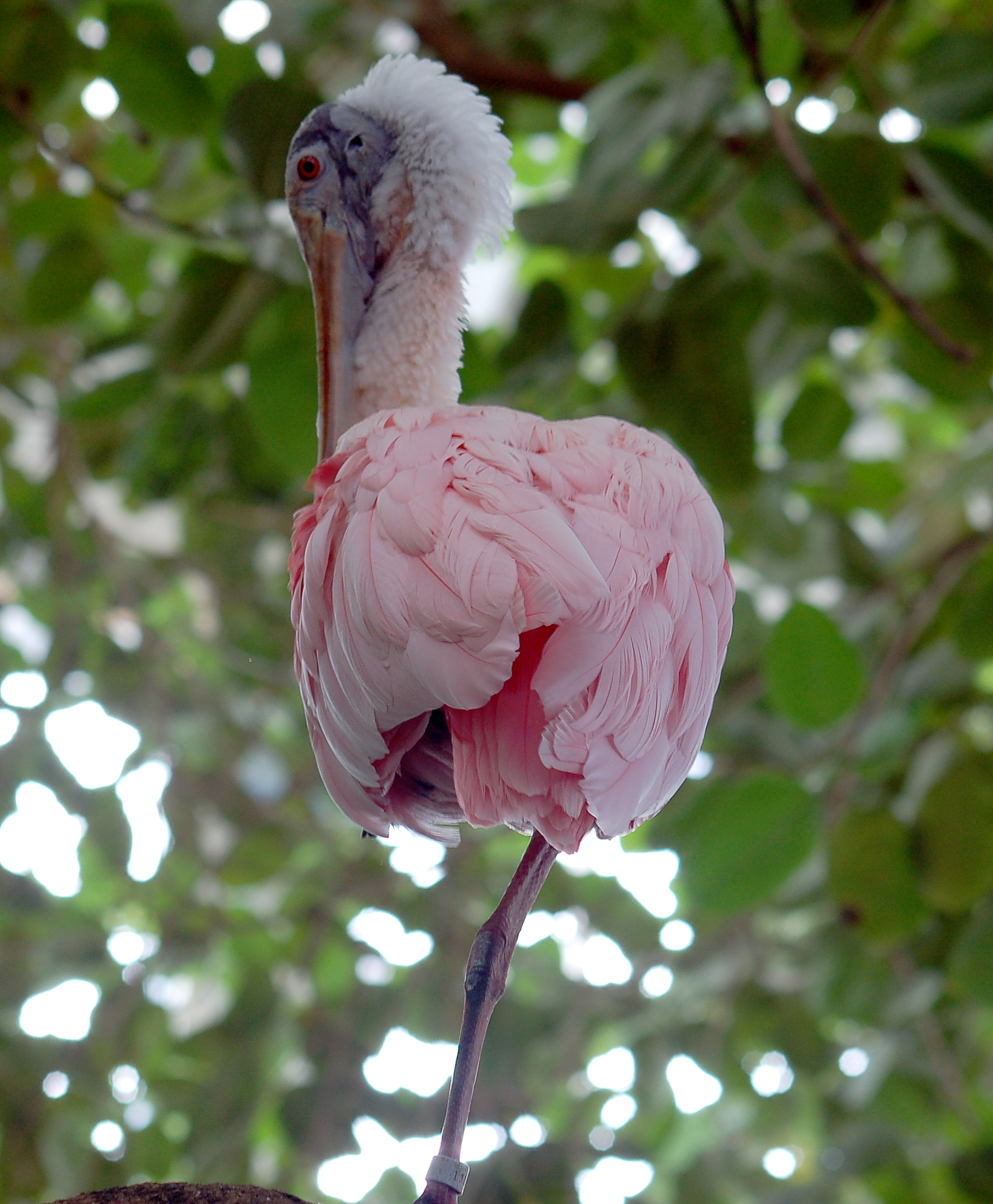
Une spatule rosée sur une patte
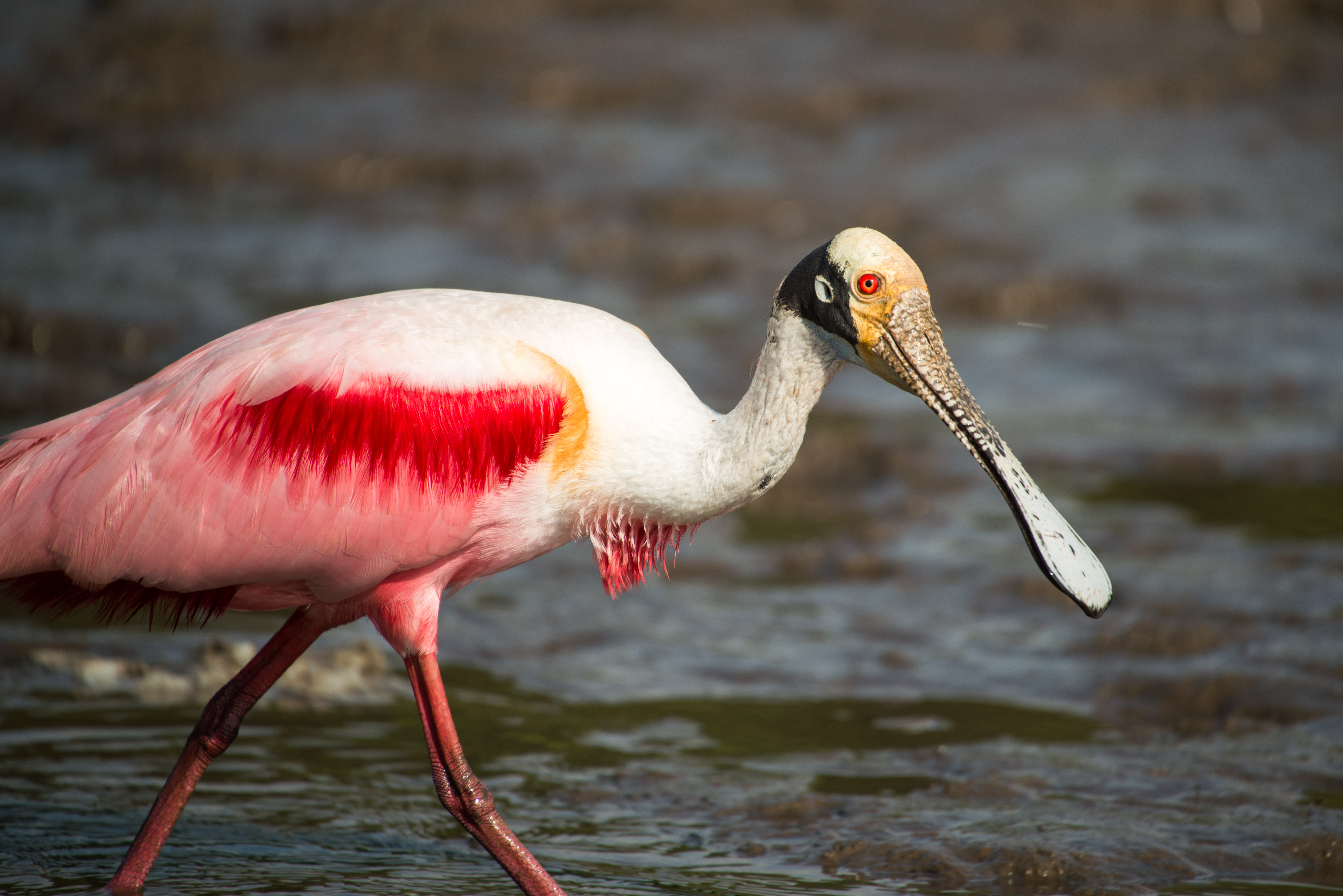
Spatule rosée dans la Tárcoles River, Costa Rica
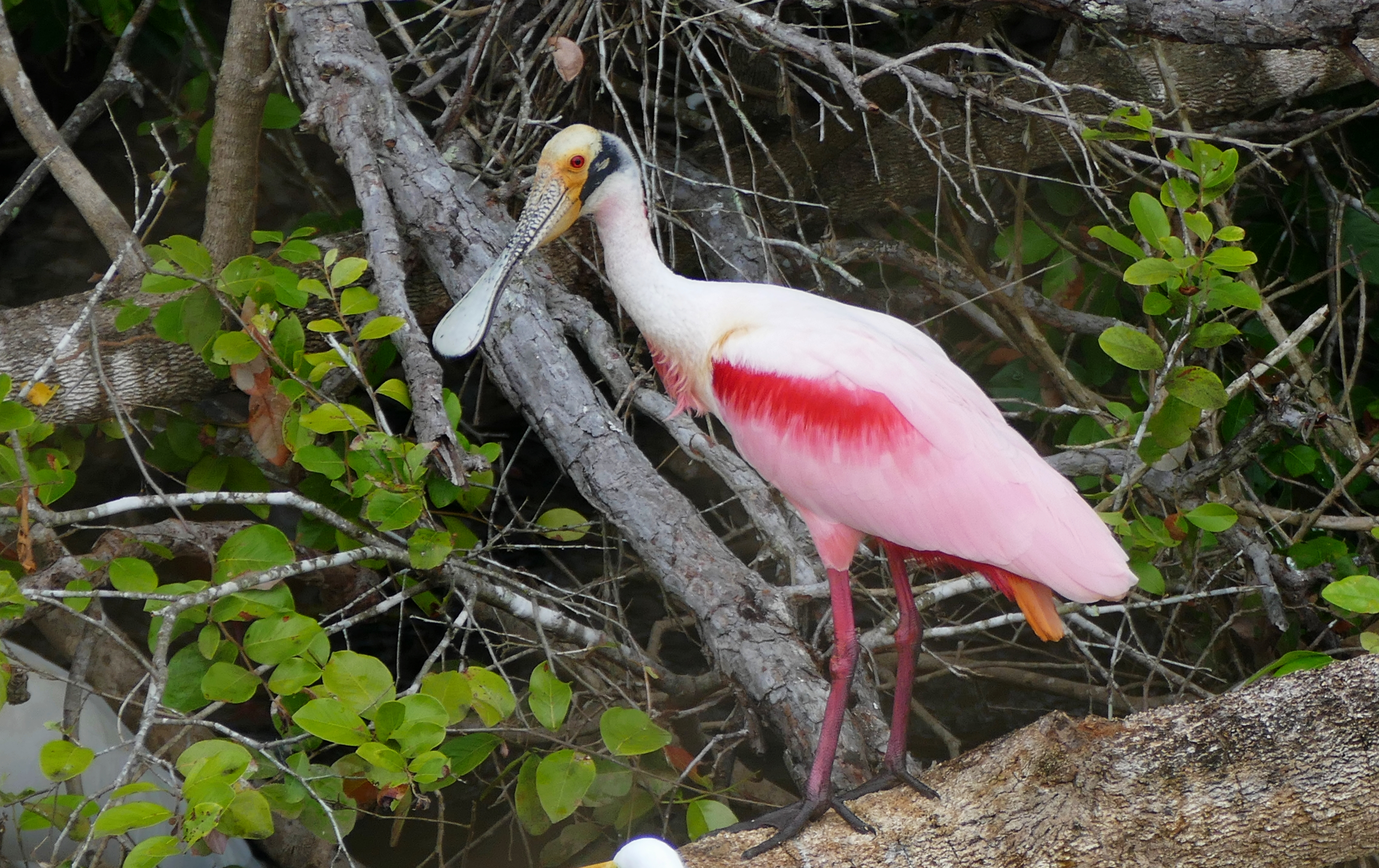
Spatule rosée (Mato Grosso, Brésil)